# Spanien under Franco
Spanien under Franco betecknar perioden i Spaniens historia från 1939 då Francisco Franco störtade den republikanska regeringen till 1975 då han avled och Spanien antog sin nuvarande konstitutionella form. Åren 1936–1939 utgjorde det nationalistiska Spanien (de områden som stod under den nationalistiska sidan i spanska inbördeskriget) grunden för den senare statsbildningen. Formellt kallades landet från det att general Franco tog makten över hela Spanien vid inbördeskrigets slut 1939 för Spanska staten (spanska: Estado Español).

## Historia

### Bakgrund
General Francisco Franco utsågs till Spaniens envåldshärskare av ledarskapet för de nationalistiska rebellerna i spanska inbördeskriget redan den 1 oktober 1936. I realiteten var det först efter den 1 april 1939, då den republikanska regeringen gick i exil i Frankrike, som hans anspråk på att vara Spaniens stats- och regeringschef, med titeln El Caudillo (ledaren), fick betydelse och hans styre började vinna ökat internationellt erkännande.
Omedelbart efter maktövertagandet beordrade Franco massarresteringar och avrättningar av alla sorters politiska fiender såsom sympatisörer med den fallna republiken, samt förespråkare av demokrati, regional autonomi, kvinnors rättigheter och andra liberala, socialdemokratiska eller kommunistiska värderingar. Efter inbördeskriget satt runt 270 000 spanjorer i fängelse medan en halv miljon hade flytt landet. För den spanska högern var alla dessa "fientliga element" resultatet av en konspiration som hade utvecklats av judar och frimurare ända sedan reconquistan på 1400-talet, vilka dessutom anklagades för samarbete med bolsjevikerna för att förstöra den spanska nationen.

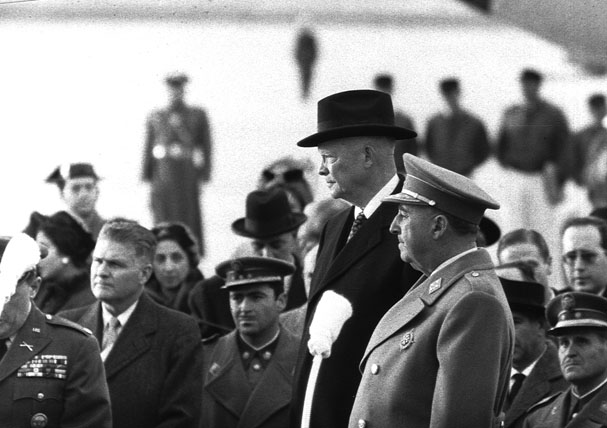
Franco med USA:s president Dwight D. Eisenhower i Madrid 1959

### Andra världskriget
Spanien förhöll sig neutralt under andra världskriget, även om landet intog en protysk hållning till en början. Den 23 oktober 1940 möttes Francisco Franco och Adolf Hitler i Hendaye i sydvästra Frankrike då Hitler ville förhandla om ett spanskt inträde i axelmakterna. För att gå in i kriget på tysk sida krävde Franco bland annat mat, krigsmateriel, Gibraltar och Franska Nordafrika, vilket tyskarna inte kunde acceptera. Franco och Hitler kom aldrig överens och Hitler sade efter mötet att han hellre går till tandläkaren och drar ur tre-fyra tänder än möter Franco igen. I bakgrunden fanns också en konflikt om tyska gruvrättigheter i Spanien. Franco tillät dock på vissa områden begränsat samarbete med tyskarna, bland annat exporterade Spanien volfram till Tyskland, men samtidigt pågick även samarbete med de allierade vilket hjälpte den spanska diktaturen att överleva efter krigets slut.
Det allt hårdare politiska klimatet i Spanien resulterade i att runt 200 000 dog under åren 1940–1942 av hungersnöd, sjukdomar och myndigheternas våld mot meningsmotståndare. Många av de tusentals spanska republikaner som under inbördeskriget hade flytt till grannlandet Frankrike deporterades 1940–1941 till tyska koncentrationsläger som politiska fångar. Francos regering gjorde ingenting för att hjälpa dessa, av tyskarna kallade "röda spanjorer", fastän den tyska ambassaden i Madrid upprepade gånger frågade vad man skulle göra med dem.

### Isolering under efterkrigstiden
Spanien blev efter kriget isolerat av omvärlden och låg på många områden långt efter i utvecklingen, speciellt inom jordbruk och industri. Landet var fattigt och behövde hjälp för att kunna byggas upp efter inbördeskriget som hade tillfogat stor skada på byggnader och infrastruktur.. FN:s säkerhetsråd och FN:s generalförsamling antog år 1946 var för sig resolutioner som fördömde det fascistiska styret i Spanien, generalförsamlingens resolution 39 uppmanade även medlemsstaterna att ta hem sina ambassadörer från Madrid som protest mot det auktoritära styret. Endast katolska Portugal, Irland och enstaka länder i Latinamerika, Mellanöstern och Asien valde att inte följa resolutionen. Ett embargo mot landet trädde i kraft där bland annat gränsen till Frankrike stängdes men stödet för regimen inne i Spanien växte istället. Följden blev att Spanien valde en isoleringspolitik: Minskad import, självhushållning och statskontrollerad produktion. Ransoneringskort användes fram till 1952.
Monarkin återinfördes som statsskick efter en folkomröstning 1947 och det bestämdes att general Franco skulle vara riksföreståndare på livstid med rätt att när han så önskade själv välja efterträdare som vid succession skulle tillträda som fullvärdig kung av Spanien. I praktiken sågs folkomröstningen som ett sätt att legitimera Francos fortsatta styre men samtidigt inleddes en konflikt bakom kulisserna mellan Franco och prins Juan de Borbón, tredje sonen till i exil avlidne kung Alfons XIII. Franco vägrade låta Juan de Borbón krönas till kung på grund av dennes alltför liberala framtoning, men lyckades heller inte förmå prinsen att avstå från sina anspråk på Spaniens tron till förmån för sin son Juan Carlos. Tronföljdsfrågan hamnade i ett dödläge i flera år framåt eftersom Franco inte vågade agera för strängt mot tronpretendenten Juan de Borbón, då statspropagandan hade kopplat monarkins återinförande så tätt med det gamla kungahuset Bourbon.

### Ekonomisk tillväxt och slutet på isoleringen
På grund av kalla kriget lyckades Spanien bryta sig ur isoleringen genom att tydligt närma sig USA; redan år 1953 slöts Madridpakten där amerikanerna erhöll rätt att använda flyg- och flottbaser samt att sätta upp sändare för Radio Free Europe på spanskt territorium i gengäld mot ekonomiskt och militärt bistånd. Tillförseln av amerikanskt kapital hjälpte den haltande spanska ekonomin att återhämta sig och industrialiseringen kunde påskyndas. Samma år, 1953, slöts även ett fördrag med Vatikanstaten. USA hjälpte Spanien att erhålla medlemskap i FN år 1955 och tre år senare följde medlemskap i Världsbanken. Den spanska ekonomin byggde på importsubstitution, handelsregleringar och garanterad vinst för utvalda företag och industriproduktionen nästan fördubblades under 1950-talet. Tillväxten var dock ohållbar då resten av samhället förblev underutvecklat och efter att ha sett fördelarna med ekonomisk integration och öppenhet i den nybildade Europeiska ekonomiska gemenskapen bad allt fler tjänstemän om avregleringar även i Spanien. Protektionistiska förespråkare i det styrande Falangistpartiet avvisade alla idéer om ekonomisk liberalisering som ett farligt steg mot liberal demokrati och utländskt inflytande, men dessa utmanövrerades 1957 av teknokrater kopplade till det katolska sällskapet Opus Dei vilka strävade efter ekonomisk integration med övriga Europa och därför la fram förslag på ekonomiska reformer. Franco själv vägrade gå med på planerna till 1959 då staten närmade sig bankrutt och den sittande finansministern Mariano Navarro Rubio, som åtnjöt generalens personliga förtroende, lyckades övertala honom att ändra sig.
Under 1960-talet fick landet ett uppsving då isoleringen bröts och turismen blomstrade. Även spanjorerna började söka sig utomlands för att utbilda sig. Landet moderniserade industrin och jordbruket och blev världens nionde största ekonomi på 1950- och 1960-talet, samt den snabbast växande efter Japan.[källa behövs]. Det spanska ekonomiska undret kallades av regimen Desarrollo och ägde rum under perioden 1959–1973. Franco utsåg teknokrater som ersatte falangisterna som föredrog isolering och teknokraterna låg bakom planer där bland annat infrastrukturinvesteringar gjordes. Även om Spanien hade en hög tillväxt låg man ekonomiskt efter det övriga Västeuropa. Tillväxten fick sitt slut i samband med oljekrisen 1973. En symbol för Desarrollo blev Seat 600, en spansk licensversion av Fiat 600, som blev en folkbil i Spanien. Den ekonomiska tillväxten återfanns bland annat inom varvsindustri, verkstadsindustri, textil, petrokemiska industrin och bilindustrin. Staten gick in med resurser för att stödja snabb tillväxt genom statligt ägda företag och konglomerat som Instituto Nacional de Industri, biltillverkaren Seat och varvsindustrin Empresa Nacional Bazán. Dessa företag kom att dominera den spanska hemmamarknaden som hade importrestriktioner. Barcelona och Bilbao återfick sin roll som industricentra och kring Madrid växte industrin.
I juli 1969 utsåg så general Franco officiellt sin framtida efterträdare, prins Juan Carlos de Borbón, med förhoppningen om att denne skulle föra vidare det francoistiska arvet vid Francos död.

### Francos sista år
När Francos hälsa blev sämre i början av 1970-talet växte premiärministern amiral Luis Carrero Blancos makt. ETA dödade Carrero Blanco 20 december 1973 genom en bilbomb. Ny premiärminister blev Carlos Arias Navarro som försökte genomföra politiska reformer men fann sig i en kamp mellan olika maktblock, dels den konservativa falangen och dels de som ville övergå till demokrati. Samtidigt försvårades situationen i Spanska Sahara där Polisario slogs mot de spanska kolonialtrupperna för självständighet. Den katolska kyrkan i Spanien under kardinal Tarancón hade också ändrat inställning gentemot regimen och kunde inte längre anses stödja den. I juli 1974 blev Franco sjuk varpå Juan Carlos tog över som statschef. Franco blev åter frisk men sjuk ett år senare och föll i oktober 1975 i koma. Han avled den 20 november 1975.

### Spaniens demokratisering
Efter Francos död 1975 erhöll dottern Maria del Carmen adelstiteln "hertiginna av Franco" (spanska: Duquesa de Franco) av kung Juan Carlos. Franco hade lagt grunden för återinförandet av monarkin i Spanien, men kung Juan Carlos, som besteg tronen efter hans död, valde att låta omvandla diktaturen i Spanien till en demokrati.

## Politik

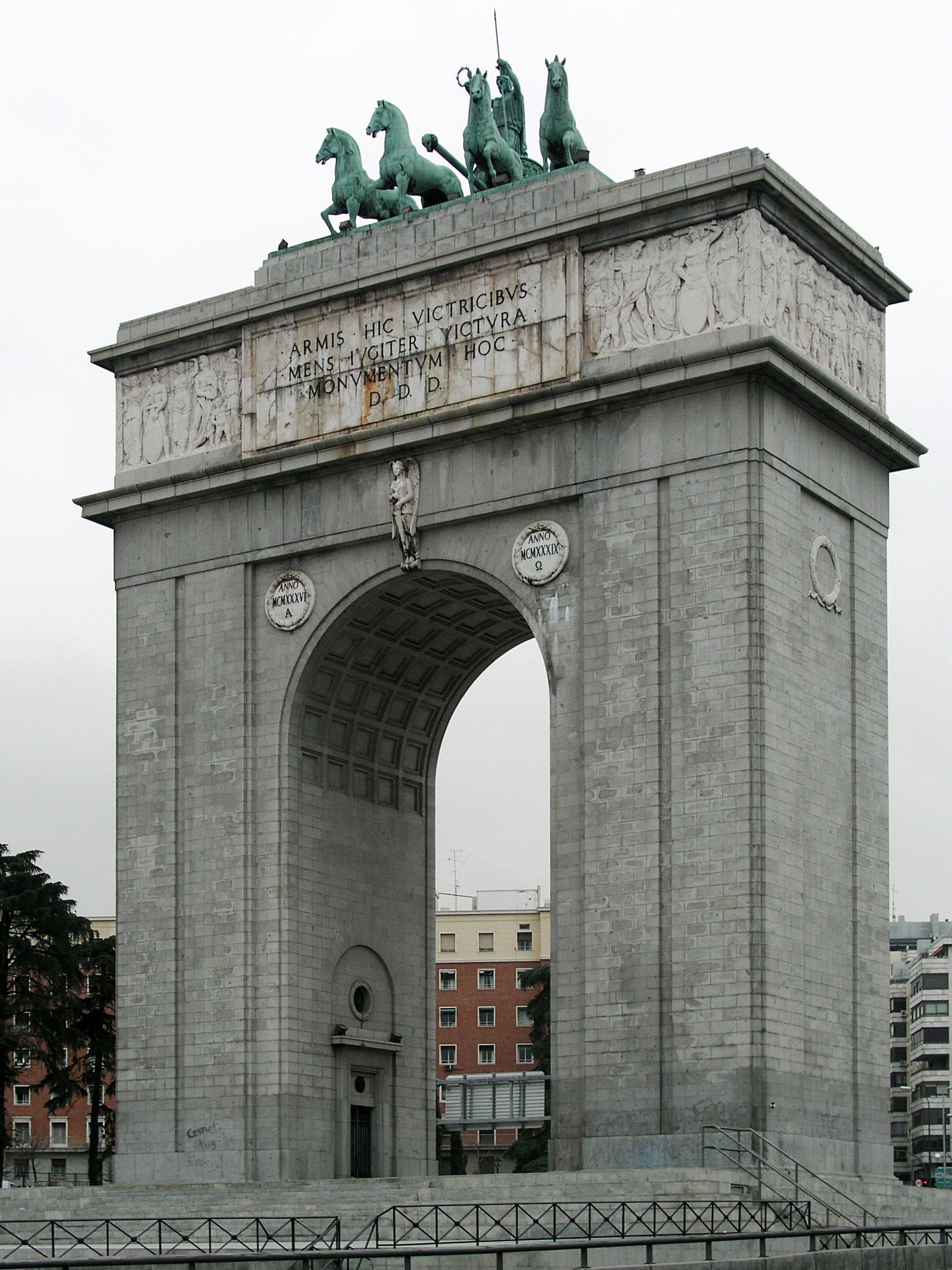
Arco de la Victoria i Madrid restes till minne av segern i inbördeskriget.

Spanska staten styrdes enligt Francisco Francos egen strängt konservativa katolska ideologi framsprungen ur Spaniens historia och traditioner. Franco, som menade att han styrde med Guds nåde, såg medborgarna som soldater som man skulle befalla, och straffa dem som inte lydde. Han föraktade vänstern och liberaler och bekämpade aktivt allt förment kommunistiskt inflytande. Styret kom att präglas av konservatism, klerikalism och klassisk auktoritarism, efter 1950-talet i paritet med ekonomisk liberalism. Franco använde sig av symbolik från ett arv från Ferdinand II av Aragonien och Isabella I av Kastiliens regeringstid på 1400-talet då de enade Spanien till ett rike, liksom arvet från conquistadorerna och El Cid. Spanska inbördeskriget framställdes som ett korståg mot bolsjevismen i försvar av den kristna civilisationen. Då Franco under inbördeskriget hade använt tusentals nordafrikanska soldater tonades den rasistiska fientligheten mot muslimer ner men under ytan låg alltjämt historiska myter om morerna till grund för bilden av kommunismen som en modern variant av det urgamla "hotet från öster".
Det styrande partiet i Francos "Nationella rörelse" (Movimiento Nacional) var det fascistiskt inspirerade Falangistpartiet, vilket under inbördeskriget hade slagits samman med andra konservativa liksom högerextrema grupper. Andra politiska partier än det styrande Falangistpartiet tilläts ej. Så småningom skulle dock ett maktskifte i Francos regim ske där en ny, ung och konservativ generation fick mer plats. Falangisternas gradvis försvagade position under 1950-talet utmynnade i ett misslyckat försök till en ny grundlag 1956, varpå den ekonomiska liberaliseringen påbörjades genom regeringsombildningen 1957 då teknokrater från Opus Dei fick stort inflytande.
I korporativistisk stil förbjöds all oberoende facklig verksamhet, strejker, kollektiva förhandlingar och alla arbetstagare tvingades gå med i den statliga Spanska fackföreningsorganisationen. Strejk som brott likställdes med förräderi och polisen krossade alla försök till arbetarmobilisering. I samband med den ekonomiska liberaliseringen i slutet av 1950-talet tilläts i begränsad utsträckning kollektiva förhandlingar inom ramen för den statliga fackföreningsorganisationen och under 1960-talet blev underjordiska oppositionella fackföreningar gradvis mer aktiva.

### Regimens förtryck
Franco införde under sin tid vid makten flera förbud som begränsade åsikts- och yttrandefriheten. Hans fru Carmen Polo, som utbildades av salesianska nunnor i spanska Marocko, lär ha påverkat sin man i frågor som gällde katolska kyrkan, könsfrågor och i fråga om censuren av sexuella frågor i spansk litteratur, teater och film som varade under större delen av perioden 1939 till 1975. 
Över två miljoner spanjorer fängslades under Francos regim för regimkritisk verksamhet. Under och direkt efter inbördeskriget beräknas Francos regemente ha avrättat mellan 100 000 och 200 000 människor varav 50 000 i den republikanska zonen, något som tillbakavisas av anhängare till Franco samt ytterligare upp till 151 000 under perioden 1939 till 1943. Ytterligare 200 000 spanjorer avled av svält (Los Años de Hambre, "Hungeråren") under det tidiga 1940-talet.
Förtrycket mildrades från det sena 1950-talet med en kraftigt avreglerad ekonomi och en begränsad censur, vilket tillbakarullades efter mordet på premiärminister Luis Carrero Blanco i december 1973. Bland annat utfördes två garrotteringar 1974, vilket möttes av stora demonstrationer i bland annat Argentina. 1975 dömde en spansk domstol 11 medlemmar ur separatiströrelserna ETA och FRAP (Burgosrättegångarna) till döden anklagade för terrorism, däribland en gravid kvinna. Franco lät benåda fyra av de dömda (inklusive den gravida kvinnan) men övriga sju avrättades genom arkebusering. Detta fick svenske statsministern Olof Palme att kalla Franco för "satans mördare" i ett tal och en bojkott mot turistresor till Spanien föreslogs av svenska regeringen.

## Kultur och socialt liv

De demografiska förändringarna i Spanien mellan 1950 och 1981 präglades av urbanisering, inflyttning till Madrid, Baskien och Medelhavskusten från andra regioner.

Diktaturen förbjöd all regimkritisk konst, och massmorden som genomfördes av falangisterna efter inbördeskriget drabbade särskilt konstnärer och författare. Flera av dem som överlevde, exempelvis Juan Ramón Jiménez, gick i landsflykt. Andra som blev kvar, exempelvis Vicente Aleixandre, tystnade eller tystades i sitt konstnärskap. Ett undantag var författaren och surrealistiska konstnären Salvador Dalí, med vilken Franco utvecklade en vänskap.[källa behövs]
Endast kyrkliga vigslar var legitima och skilsmässor förbjöds enligt lag. Katolicismen återinfördes som statsreligion och andra religionsutövare trakasserades och diskriminerades.
Kastilianska blev det enda erkända språket i landet. Vägskyltar byttes ut och böcker på regionala språk som baskiska och katalanska brändes. Även i massmedia förbjöds andra språk. Joan Manuel Serrat nekades framföra Spaniens vinnande bidrag i Schlagerfestivalen 1968 eftersom han ville sjunga på katalanska. Också skolan utsattes för omfattande repression. 6000 lärare avrättades under Francodiktaturen och 7000 fängslades. Skolan var reglerad av regimen.
I Francos Spanien var det förbjudet för par att kyssas offentligt och gifta par höll som mest handen på gatorna. På badstränder rådde det strikta regler, varken män eller kvinnor fick till exempel visa bar överkropp, även om det var ovanligt att överträdelser bestraffades.